# うれしたのし大好き
『うれしたのし大好き』（うれしたのしだいすき・副題：FRIDAY NIGHT LIVE）は、フジテレビ系列で1992年4月3日から1993年4月2日まで放送されていた音楽バラエティ番組。毎週金曜日 23:00 - 23:45（JST）に放送されていた。

## 概要
『邦ちゃんのやまだかつてないテレビ』を手がけた小畑芳和（元フジテレビKIDS代表）のプロデュースにより、陣内孝則とDREAMS COME TRUE（ドリカム）がレギュラーを務める深夜番組としてスタート。当初は毎回陣内とドリカムがゲストに迎えた人物とともにコントを繰り広げていたほか、彼らによるトークコーナーもあった。「Have a nice weekend!」がお別れの挨拶であった。
その後、ドリカムがアルバムのレコーディングやコンサートツアーで番組出演が難しくなったため、ドリカム欠席期間中には東幹久などを代理レギュラーに加えて番組を続行したが、結局1年で番組は終了した。
エンディングの提供表示は画面右下部にアナウンス無しで表示されていたが、その代わりに開始前にカウキャッチャーが15秒入っていた。
2015年7月10日 23:00 - 23:58には、約22年ぶりに『うれしたのし大好き2015〜ドリカムへの挑戦状〜』（うれしたのしだいすきにせんじゅうご ドリカムへのちょうせんじょう）と題して特番で復活を果たした
。1年後の2016年7月22日にも同枠で『うれしたのし大好き2016』（うれしたのしいだいすきにせんじゅうろく）を放送。なおこの2016年版は『FNSドリームフェスWEEK』の一環として放送された。

## 出演者

### レギュラー
- 陣内孝則 - メインキャスト。1992年4月3日 - 1993年4月2日放送分出演。
- DREAMS COME TRUE - サブキャスト。1992年4月3日 - 1992年7月17日放送分と1992年10月23日 - 1993年1月15日放送分に出演していたほか、1992年9月18日放送分ではロンドンからの中継で出演していた。
- 東幹久 - ドリカム欠席期間中による代理サブキャスト。1992年7月17日 - 1992年10月23日放送分出演。
- 山本未來 - 同上。1992年7月31日 - 1992年10月16日放送分出演。
- 浦江アキコ - 同上。1993年1月22日 - 1993年3月26日放送分出演。

### その他の主な出演者
- A.S.A.P.
- 流石組レイナ - オープニングムービーに出演。
- 竹下宏太郎
- 八木亜希子（当時フジテレビアナウンサー）

### 2015年特番のゲスト出演者
- 東貴博（Take2）
- 住吉美紀
- 肥後克広（ダチョウ倶楽部）
- May J.
- 吉田羊（2016年にも出演）
- 田中圭
- 渡辺直美

## 主題歌
- オープニング：「決戦は金曜日」（DREAMS COME TRUE）
- エンディング：「ある日突然」（SWAY）、「笑顔にはかなわない」（岡村孝子）

## ネット局
系列は最終回時点でのもの。
| 放送対象地域  | 放送局             | 系列           | 備考                  |
| ------------- | ------------------ | -------------- | --------------------- |
| 関東広域圏    | フジテレビ         | フジテレビ系列 | 制作局                |
| 北海道        | 北海道文化放送     | フジテレビ系列 |                       |
| 岩手県        | 岩手めんこいテレビ | フジテレビ系列 |                       |
| 宮城県        | 仙台放送           | フジテレビ系列 |                       |
| 秋田県        | 秋田テレビ         | フジテレビ系列 |                       |
| 山形県        | 山形テレビ         | テレビ朝日系列 | 1993年3月26日打ち切り |
| 山形県        | さくらんぼテレビ   | フジテレビ系列 | 特番のみ              |
| 福島県        | 福島テレビ         | フジテレビ系列 |                       |
| 新潟県        | 新潟総合テレビ     | フジテレビ系列 |                       |
| 長野県        | 長野放送           | フジテレビ系列 |                       |
| 静岡県        | テレビ静岡         | フジテレビ系列 |                       |
| 富山県        | 富山テレビ         | フジテレビ系列 |                       |
| 石川県        | 石川テレビ         | フジテレビ系列 |                       |
| 福井県        | 福井テレビ         | フジテレビ系列 |                       |
| 中京広域圏    | 東海テレビ         | フジテレビ系列 |                       |
| 近畿広域圏    | 関西テレビ         | フジテレビ系列 |                       |
| 島根県 鳥取県 | 山陰中央テレビ     | フジテレビ系列 |                       |
| 広島県        | テレビ新広島       | フジテレビ系列 |                       |
| 岡山県 香川県 | 岡山放送           | フジテレビ系列 |                       |
| 愛媛県        | テレビ愛媛         | フジテレビ系列 |                       |
| 高知県        | 高知さんさんテレビ | フジテレビ系列 | 特番のみ              |
| 福岡県        | テレビ西日本       | フジテレビ系列 |                       |
| 佐賀県        | サガテレビ         | フジテレビ系列 |                       |
| 長崎県        | テレビ長崎         | フジテレビ系列 |                       |
| 熊本県        | テレビくまもと     | フジテレビ系列 |                       |
| 鹿児島県      | 鹿児島テレビ       | フジテレビ系列 | 特番のみ              |
| 沖縄県        | 沖縄テレビ         | フジテレビ系列 |                       |

※クロスネットの鹿児島テレビ（1994年4月1日にクロスネットを解消したため復活SPは放送）、テレビ大分、テレビ宮崎は、当該時間帯で日本テレビ系列の『NNNきょうの出来事』を放送していた関係で一度も放送されなかった。

## スタッフ
- 企画：大田静
- 構成：舘川範雄
- ブレーン：鵜沢茂郎、鈴木清一、大田一水、神足裕司、デッツ松田／大沢直行、戸田山雅司、鈴木裕美、飯島早苗
- 音楽：中村正人
- コレオグラファー：竹下宏太郎／南流石
- フォトグラファー：宮沢正明
- セットデザイン：石森慎司
- 技術協力：八峯テレビ、IMAGICA、4-Legs
- フロアディレクター：中村雅一
- ディレクター：清水淳司、山田洋久
- プロデューサー・演出：小畑芳和
- 制作著作：フジテレビ

### うれしたのし大好き2015〜ドリカムへの挑戦状〜
- 技術協力：fmt、IMAGICA、マルチバックス、共同テレビジョン、サンフォニックス、田中電設、明光セレクト
- 協力：ディーシーティーエンタテインメント、ユニバーサルミュージック合同会社
- 制作協力：BEE BRAIN、SPINGLASS
- デスク：古賀美由紀、五十嵐玲子、谷山里美
- AP：大野真希、菊岡郁枝、岩田恵、中山佳祐、中村祥子
- ディレクター：中嶋亮介、佐藤正樹、太田秀司、吉田悠太、金澤賢史、渋江修平
- Special Thanks：小畑芳和
- プロデューサー：河本晃典
- チーフプロデューサー：黒木彰一
- 制作：フジテレビバラエティ制作センター
- 制作著作：フジテレビ

### うれしたのし大好き2016
- ナレーター：倉田大誠（フジテレビアナウンサー）
- 構成：鈴木おさむ、樅野太紀、大野ケイスケ、長谷川優、板倉輝
- 技術協力：fmt、共同テレビジョン、サンフォニックス、IMAGICA、マルチバックス、田中電設、エキスプレス、SCI、SiS、テルミック、三穂電機
- 協力：ディーシーティーエンタテインメント、ユニバーサルミュージック合同会社、エイベックス・ライヴ・クリエイティヴ、キョードー東京
- 制作協力：BEE BRAIN、オクタゴン
- 広報：福崎康裕
- デスク：谷山里美、五十嵐玲子
- 事業：行武直高、芦田なな
- AP：杉原亮一、中村悦子
- 制作プロデューサー：大野真希
- ディレクター：中嶋亮介、佐藤正樹、金澤賢史、吉田悠太、浅尾和寿、太田秀司
- Special Thanks：小畑芳和
- プロデューサー：河本晃典
- チーフプロデューサー：板谷栄司
- 制作：フジテレビ 制作局第二制作センター
- 制作著作：フジテレビ